# Eduardo Vergueiro de Lorena
Eduardo Vergueiro de Lorena (Santiago, Chile, 1885 - 15 de outubro de 1969) foi um advogado, empresário e político brasileiro, tendo sido vereador, presidente da câmara e prefeito de Bauru, além de dirigente da Caixa Econômica Federal em São Paulo.

## História
Filho do político e diplomata do Império Luiz Rodrigues de Lorena Ferreira (1857-1940), Eduardo nasceu no Chile em 1885, quando seu pai exercia a função de Ministro Plenipotenciário do Império do Brasil naquele país entre 1885 e 1917. Cursou direito na Faculdade de Direito da Universidade de São Paulo, tendo sido presidente do Centro Acadêmico XI de Agosto em 1908, formando-se ao fim desse ano . Retornando a Bauru, tornou-se o segundo promotor público da história da cidade, atuando nessa função até a década de 1920, quando se afasta do campo jurídico e migra para a política, elegendo-se suplente de deputado estadual em 1922, vereador em 1925 e presidente da câmara no biênio 1925-1926.
Ele foi prefeito designado, no período de 15 de janeiro a 12 de outubro de 1924, sucedendo a Virgílio de Toledo Malta. No período de 12 de outubro a 17 de novembro de 1924, José Gomes Duarte foi prefeito designado. Lorena voltou a ser prefeito, desta vez eleito, de 15 de janeiro de 1925  a 22 de janeiro de 1926. Sucederam-no, como prefeitos, José Gomes Duarte e Ernesto Monte. Lorena foi eleito novamente como prefeito, exercendo o cargo de 19 de julho de 1929 a 4 de abril de 1930. Ele foi sucedido por Ernesto Monte.
Concomitantemente ao período de vereador e prefeito, elegeu-se deputado estadual, permanecendo na Assembléia Legislativa entre 1922 e 1930. 
Em 2 de abril de 1930, quando Lorena era prefeito e Monte vice-prefeito, foi inaugurada a ligação interurbana telefônica entre Bauru e São Paulo. Na Revolução de 1932, Lorena comandou um batalhão de voluntários de Bauru. Com o fim do PRP, volta-se para atividades profissionais, retornado apenas para a política após a queda de Vargas. Tentando retomar a carreira política, filia-se ao PSD, tornado-se um importante dirigente deste no estado de São Paulo e concorre-sem sucesso- como suplente ao senado do primo César Lacerda de Vergueiro mas eleições de 1947. Foi nomeado Chefe do Conselho Nacional da Caixa Econômica Federal em 1948.
No final dos anos 1940 torna-se diretor de várias empresas como a Companhia de Cimento Portland São Paulo, de Itapeva e a Companhia Nacional de Óleos Minerais S/A.
Nessa época participa de uma dissidência do PSD Paulista que decide apoiar Ademar de Barros para presidente nas eleições de 1950, contrariando a Direção Nacional do PSD que havia lançado a candidatura de Cristiano Machado para a presidência. No final das conta,s Ademar desistiu da candidatura e apoiou Getúlio Vargas. 
Faleceu em 15 de outubro de 1969. 